# Řád Georgiho Dimitrova
Řád Georgiho Dimitrova (bulharsky: Орден Георги Димитров) byl nejvyšší řád Bulharské lidové republiky. Založen byl roku 1950 a udílen byl občanům Bulharska i cizím státním příslušníkům za vynikající služby pro obranu a svobodu Bulharska či pro přínos socialismu.

## Historie
Řád Georgiho Dimitrova byl založen výnosem prezidia Národního shromáždění č. 286 ze dne 17. června 1950 jako ekvivalent sovětského Leninova řádu, z kterého vycházel i samotný vzhled řádu. Udílen byl v jediné třídě občanům Bulharska i cizím státním příslušníkům za zásluhy pro obranu a svobodu Bulharska či za přínos pro socialismus. Pojmenován byl po předním bulharském komunistickém meziválečném a poválečném politikovi Georgi Dimitrovovi. Řád byl automaticky udílen osobám, které byly jmenovány Hrdiny Bulharské lidové republiky nebo Hrdiny socialistické práce Bulharska. I tato praxe odpovídá sovětskému vzoru, kde lidem vyznamenaným titulem Hrdiny Sovětského svazu byl automaticky udílen Leninův řád. Od založení do zrušení řádu bylo uděleno přibližně 4500 těchto vyznamenání. Po pádu komunistického režimu byl řád dne 5. dubna 1991 zrušen.

## Insignie
Autorem vzhledu medaile byl sochař K. Lazarov. Medaile měla rozměr 45 × 42 mm a váhu 31,6 g. Uprostřed medaile byl na červeně smaltovaném pozadí zlatý portrét Georgiho Dimitrova. Okolo byl věnec zlatých pšeničných klasů v horní části s červeně smaltovanou pěticípou hvězdou. Pod portrétem byla červeně smaltovaná stuha se zlatým nápisem Георги Димитров. Pod stuhou byl reliéf v podobě zlatého srpu a kladiva. Zadní strana medaile byla hladká.
Stuhou tmavě červené barvy s úzkým pruhem světlejší červené barvy při obou okrajích byl pokryt kovový štítek ve tvaru pětiúhelníku. Do konce roku 1950 byl řád udílen bez stuhy. Řád Georgiho Dimitrova se nosil nalevo na hrudi.